# Kamil Piątkowski
Kamil Piątkowski (ur. 21 czerwca 2000 w Jaśle) – polski piłkarz występujący na pozycji obrońcy w tureckim klubie Kasımpaşa SK  do którego jest wypożyczony z Red Bull Salzburg oraz w reprezentacji Polski.

## Kariera
Juniorską karierę rozpoczynał w klubie UKS 6 Jasło. W 2014 został zawodnikiem juniorskiej drużyny Karpat Krosno. W 2016 został pozyskany przez Zagłębie Lubin. Pierwszy mecz na seniorskim poziomie, rozegrał 31 maja 2018, w meczu 31. kolejki III ligi, przeciwko Miedzi II Legnica. W 2018 został zgłoszony do pierwszej drużyny, lecz nie wystąpił w żadnym spotkaniu ligowym.
18 maja 2019, na zasadzie wolnego transferu, przeszedł do Rakowa Częstochowa, z którym podpisał kontrakt do czerwca 2023. 18 sierpnia 2019 zadebiutował w Ekstraklasie, zmieniając Sebastiana Musiolika w 86. minucie meczu z Lechią Gdańsk.
1 lutego 2021 podpisał kontrakt z Red Bull Salzburg do 30 czerwca 2026. Kontrakt wszedł w życie 1 lipca 2021. Został wybrany młodzieżowcem sezonu 2020/2021 Ekstraklasy. Rundę wiosenną sezonu 2022/2023 spędził na wypożyczeniu w KAA Gent.
5 stycznia 2024 roku został wypożyczony do hiszpańskiej Granady CF. Zadebiutował 13 stycznia 2024 w meczu 20. kolejki Primera División przeciwko Betisowi Sewilla, rozgrywając całe spotkanie.
Kamil Piątkowski strzelił swoją pierwszą bramkę w reprezentacji Polski 18 listopada 2024 roku w meczu Ligi Narodów UEFA przeciwko Szkocji. Gol padł tuż po godzinie gry, kiedy Piotr Zieliński podał mu piłkę, a Piątkowski mocnym strzałem zza pola karnego trafił w okienko bramki, wyrównując wynik na 1:1. Mimo imponującego trafienia, Polska ostatecznie przegrała 1:2 po bramce Andy'ego Robertsona w ostatniej minucie, co spowodowało spadek Polski z Dywizji A po raz pierwszy w historii tych rozgrywek.

## Statystyki kariery

### Klubowe
(stan na koniec sezonu 2022/2023)
| Klub               | Sezon              | Liga               | Liga    | Liga   | Puchar kraju | Puchar kraju | Kontynentalne | Kontynentalne | Inne    | Inne   | Suma    | Suma   |
| Klub               | Sezon              | Poziom             | Występy | Bramki | Występy      | Bramki       | Występy       | Bramki        | Występy | Bramki | Występy | Bramki |
| ------------------ | ------------------ | ------------------ | ------- | ------ | ------------ | ------------ | ------------- | ------------- | ------- | ------ | ------- | ------ |
| Zagłębie II Lubin  | 2017/2018          | III liga, gr. III  | 2       | 0      | 0            | 0            | —             | —             | —       | —      | 2       | 0      |
| Zagłębie II Lubin  | 2018/2019          | III liga, gr. III  | 20      | 1      | 0            | 0            | —             | —             | —       | —      | 20      | 1      |
| Zagłębie II Lubin  | Łącznie            | Łącznie            | 22      | 1      | 0            | 0            | —             | —             | —       | —      | 22      | 1      |
| Raków Częstochowa  | 2019/2020          | Ekstraklasa        | 24      | 1      | 2            | 0            | —             | —             | —       | —      | 26      | 1      |
| Raków Częstochowa  | 2020/2021          | Ekstraklasa        | 27      | 2      | 6            | 1            | —             | —             | —       | —      | 33      | 3      |
| Raków Częstochowa  | Łącznie            | Łącznie            | 51      | 3      | 8            | 1            | —             | —             | —       | —      | 59      | 4      |
| Red Bull Salzburg  | 2021/2022          | Bundesliga         | 13      | 0      | 1            | 0            | 2             | 0             | —       | —      | 16      | 0      |
| Red Bull Salzburg  | 2022/2023          | Bundesliga         | 3       | 0      | 1            | 0            | 0             | 0             | —       | —      | 4       | 0      |
| Red Bull Salzburg  | Łącznie            | Łącznie            | 16      | 0      | 2            | 0            | 2             | 0             | —       | —      | 20      | 0      |
| KAA Gent (wyp.)    | 2022/2023          | Eerste klasse A    | 17      | 0      | 0            | 0            | 5             | 0             | —       | —      | 22      | 0      |
| KAA Gent (wyp.)    | Łącznie            | Łącznie            | 17      | 0      | 0            | 0            | 5             | 0             | —       | —      | 22      | 0      |
| Łącznie w karierze | Łącznie w karierze | Łącznie w karierze | 106     | 4      | 10           | 1            | 7             | 0             | —       | —      | 123     | 5      |

### Reprezentacyjne
(aktualne na dzień  24 marca 2025)
| Reprezentacja | Rok  | Mecze | Bramki |
| ------------- | ---- | ----- | ------ |
| Polska        |      |       |        |
| 2021          | 3    | 0     |        |
| 2024          | 3    | 1     |        |
| 2025          | 2    | 0     |        |
| Suma          | Suma | 8     | 1      |

| Mecze i gole w reprezentacji | Mecze i gole w reprezentacji | Mecze i gole w reprezentacji | Mecze i gole w reprezentacji | Mecze i gole w reprezentacji | Mecze i gole w reprezentacji |                 |
| Lp.                          | Data                         | Miasto                       | Przeciwnik                   | Bramki                       | Wynik                        | Rozgrywki       |
| ---------------------------- | ---------------------------- | ---------------------------- | ---------------------------- | ---------------------------- | ---------------------------- | --------------- |
| 1.                           | 28.03.2021                   | Warszawa                     | Andora                       |                              | 3:0                          | el. MŚ 2022     |
| 2.                           | 01.06.2021                   | Wrocław                      | Rosja                        |                              | 1:1                          | mecz towarzyski |
| 3.                           | 05.09.2021                   | Serravalle                   | San Marino                   |                              | 7:1                          | el. MŚ 2022     |
| 4.                           | 15.10.2024                   | Warszawa                     | Chorwacja                    |                              | 3:3                          | LN 2024/2025    |
| 5.                           | 15.11.2024                   | Porto                        | Portugalia                   |                              | 1:5                          | LN 2024/2025    |
| 6.                           | 18.11.2024                   | Warszawa                     | Szkocja                      | Gol                          | 1:2                          | LN 2024/2025    |
| 7.                           | 21.03.2025                   | Warszawa                     | Litwa                        |                              | 1:0                          | el. MŚ 2026     |
| 8.                           | 24.03.2025                   | Warszawa                     | Malta                        |                              | 2:0                          | el. MŚ 2026     |

## Sukcesy

### Klubowe
Raków Częstochowa
- Pucharu Polski: 2020/2021

Red Bull Salzburg
- Mistrzostwo Austrii (2x): 2021/2022, 2022/2023
- Puchar Austrii: 2021/2022